# Shirō Kitamura
Shirō Kitamura (北村 四郎 Kitamura Shirō?), (* 22 de septiembre de 1906, Ōtsu - 21 de marzo de 2002) fue un botánico japonés.
Hizo importantes contribuciones a la familia de Compositae y a la flora de Asia, con énfasis a la de China y Japón.
Debido a una niñez con enfermedades, se interesó tempranamente por la medicina herbal, y a los catorce años, recorrió la región ubicando especies medicinales.
En 1931 se graduó en la "Facultad de Ciencias" de la Universidad de Kioto, y publicó Nova Circiae Asiae. Se doctoró con la tesis Compositae Japonicae, que luego republicará con ampliaciones.
En 1932 su profesor guía, el Dr. Koidzumi, fundó la revista "Acta Phytoxaxonomica et Geobotanica. Kitamura se unió a ese emprendimiento editorial.
Realizó expediciones botánicas a China, la isla Hachijo, Corea y Taiwán. En 1953, la Universidad de Kioto organizó una extensa expeidción asiática, llevando a Kitamura como su botánico jefe. La expedición exploró Afganistán y el Himalaya. Kitamura publicó en 1960 su obra Flora of Afganistán.
Fue profesor en Kioto desde 1938 hasta su retiro en 1970. En 1936 se casó con Michi Nakamura, con la que tuvo cinco hijos, tres varones y dos mujeres.

## Algunas publicaciones
- 1964. Plants of West Pakistan and Afghanistan. Ed. Committee of the Kyoto University Scientific Expedition to the Karakoram and Hindukush, Kyoto University.
- 1957. Kitamura, S; G Murata; M Hori. Genshoku Nihon shokubutsu zukan = Coloured illustrations of herbaceous plants of Japan. Ed. Osaka Hoikusha. Ilustraciones color × Hirosuke Isizu.
- 1958. Kitamura, S; G Murata; et al. Genshoku Nihon shokubutsu zukan--Sohon hen (Ilustraciones color de [herbácea]]s de Japón. Ed. Hoikusha. 3 Vols.
- 1960. Flora of Afghanistan. Ed. Committee of the Kyoto University Scientific Expedition to the Karakoram & Hindukush, Kyoto University. ix, 486 pp., 21 pp. de planchas : ill., mapas

- La abreviatura «Kitam.» se emplea para indicar a Shirō Kitamura como autoridad en la descripción y clasificación científica de los vegetales.[1]

Se poseen 1000 registros IPNI de sus identificaciones y clasificaciones de nuevas especies, las que publicaba habitualmente en : Acta Phytotax. Geobot.; Bot. Mag. (Tokio); J. Fac. Sci. Univ. Tokyo, Bot.; Mem. Coll. Sc. Kyoto Imp. Univ. Ser. B.; J. Jap. Bot.; Fl. Afghan.; Vasc. Pl. N. Kuril.; Enum. Fl. Pl. Nepal; J. Fac. Agric. Hokkaido Imp. Univ.; Journ. Fac. Agric., Sapporo; Pl. W. Pakist. & Afghan.